# أنطوان كريستوف ميرلين
أنطوان كريستوف ميرلين هو سياسي فرنسي، ولد في 13 سبتمبر 1762 في تيونفيل في فرنسا، وتوفي في 14 سبتمبر 1833 في باريس في فرنسا. انتخب President of the National  Convention ‏ (18 أغسطس 1794 – 2 سبتمبر 1794) وانتخب Member of the Council of Five Hundred ‏.

## وصلات خارجية
- أنطوان كريستوف ميرلين على موقع الموسوعة البريطانية (الإنجليزية)